# دنی الفمن
دنی الفمن (به انگلیسی:Danny Elfman؛ زادهٔ ۲۹ مه ۱۹۵۳) آهنگساز، خواننده، تهیه‌کننده موسیقی و بازیگر آمریکایی است. او با آهنگسازی فیلم‌های تلویزیونی و سینمایی از جمله بتمن و موسیقی متن مجموعهٔ تلویزیونی سیمپسون‌ها شناخته شده‌است. او با تیم برتون کارگردان آمریکایی دوستی بسیار دیرینه و نزدیکی دارد و برای همه به جز ۵ فیلم از آثار تیم برتون آهنگسازی کرده‌است. او از سال ۱۹۷۶ تا ۱۹۹۵ خواننده و آهنگساز گروه راک اوینگو بوینگو بود.
او در لس آنجلس، کالیفرنیا به دنیا آمد و در سال ۱۹۷۶ به عنوان بازیگر وارد صنعت سینما شد. اولین نقش‌آفرینی او در فیلم منطقهٔ ممنوع به کارگردانی برادر بزرگترش، ریچارد الفمن در سال ۱۹۸۰ بود. او تا کنون ۴ بار نامزد جایزهٔ اسکار، برندهٔ جایزهٔ گرمی برای موسیقی متن فیلم بتمن به کارگردانی تیم برتون و برندهٔ جایزهٔ امی برای موسیقی متن مجموعهٔ تلویزیونی کدبانوهای ناامید شده‌است. همچنین او مفتخر به دریافت جایزهٔ بزرگ ریچارد کرک در جوایز فیلم تلویزیون BMI سال ۲۰۰۲ شده‌است. این جایزه سالانه به آهنگسازهایی اهدا می‌شود که مشارکت‌های مهمی در آهنگسازی فیلم و تلویزیون داشته‌باشند.

## دنی الفمن و تیم برتون
در سال ۱۹۸۵ تیم برتون و پل روبنس از الفمن دعوت کردند تا برای فیلم ماجراجویی بزرگ پی وی آهنگسازی کند. این فیلم اولین همکاری تیم برتون و الفمن بود و از آن زمان به بعد دنی الفمن و تیم برتون با هم همکاری کرده‌اند. الفمن برای همه به جز ۵ فیلم از آثار تیم برتون در مقام کارگردان و/ یا تهیه‌کننده آهنگسازی کرده‌است. فیلم‌های بیتل جوس، بتمن، ادوارد دست‌قیچی، بازگشت بتمن، کابوس قبل از کریسمس، مریخ حمله می‌کند!، اسلیپی هالو، سیارهٔ میمون‌ها، ماهی بزرگ، چارلی و کارخانه شکلات سازی، عروس مرده، ۹، آلیس در سرزمین عجایب، سایه‌های سیاه و فرنکن‌وینی دیگر همکاری‌های الفمن و برتون هستند. همچنین الفمن در انیمیشن کابوس قبل از کریسمس علاوه بر آهنگسازی، آوازهای شخصیت اصلی داستان یعنی جک اسکلینگتن، برل و دلقکی که صورتش جدا می‌شود را هم اجرا کرده‌است. او همچنین در انیمیشن عروس مرده صداپیشهٔ یکی از اسکلت‌ها بوده‌است.
تیم برتون دربارهٔ الفمن گفته‌است: «دربارهٔ موسیقی حتی لازم نیست با هم صحبت کنیم. حتی لازم نیست با هم دربارهٔ آن فکر کنیم. این طور برای هر دوتایمان بهتر است، هر دو از این نظر مثل همدیگر هستیم. ما خیلی خوش شانسیم که با هم ارتباط داریم» (برسکین، ۱۹۹۷)

## زندگی خصوصی
الفمن ۲۹ نوامبر ۲۰۰۳ با بازیگری به نام بریجیت فوندا ازدواج کرد. آن‌ها پسری به نام الیور (زادهٔ سال ۲۰۰۵) دارند. همچنین الفمن از ازدواج اولش هم دو فرزند به نام‌های لولا (زادهٔ سال ۱۹۷۹) و مالی (زادهٔ سال ۱۹۸۴) دارد.

## فیلم‌شناسی
| سال  | فیلم                               |
| ۱۹۷۷ | هرگز قول یک باغ گل سرخ به تو ندادم |
| ۱۹۷۷ | فرداهای داغ                        |
| ۱۹۸۱ | آه! جنگ موسیقی                     |
| ۱۹۸۲ | منطقهٔ ممنوع                        |
| ۱۹۸۴ | صبح به خیر، آقای اورول             |
| ۱۹۸۵ | ماجراجویی بزرگ پی‌وی                |
| ۱۹۸۶ | بازگشت به مدرسه                    |
| ۱۹۸۷ | مدرسهٔ تابستانی                     |
| ۱۹۸۷ | عقل                                |
| ۱۹۸۸ | بیتل جوس                           |
| ۱۹۸۸ | فرار نیمه‌شب                        |
| ۱۹۸۸ | نمایش سیرک پی‌وی                    |
| ۱۹۸۸ | یورتمه آتشین                       |
| ۱۹۸۸ | خسیس                               |
| ۱۹۸۹ | بتمن                               |
| ۱۹۸۹ | نوع شب                             |
| ۱۹۹۰ | دیک تریسی                          |
| ۱۹۹۰ | مرد تاریکی                         |
| ۱۹۹۰ | ادوارد دست‌قیچی                     |
| ۱۹۹۲ | مادهٔ ۹۹                            |
| ۱۹۹۲ | بازگشت بتمن                        |
| ۱۹۹۳ | سامرزبای                           |
| ۱۹۹۳ | ارتش تاریکی                        |
| ۱۹۹۳ | کابوس قبل از کریسمس                |
| ۱۹۹۴ | سیاه زیبا                          |
| ۱۹۹۵ | دولورس کلیبورن                     |
| ۱۹۹۵ | رئیس‌های مرده                       |
| ۱۹۹۵ | مردن برای                          |
| ۱۹۹۶ | مأموریت غیرممکن                    |
| ۱۹۹۶ | وحشت‌آوران                          |
| ۱۹۹۶ | آزادراه                            |
| ۱۹۹۶ | اقدامات نهایی                      |
| ۱۹۹۶ | مریخ حمله می‌کند!                   |
| ۱۹۹۷ | مردان سیاه‌پوش                      |
| ۱۹۹۷ | فلابر                              |
| ۱۹۹۷ | ویل هانتینگ خوب                    |
| ۱۹۹۸ | نقشهٔ ساده                          |
| ۱۹۹۸ | دعوی مدنی                          |
| ۱۹۹۹ | غریزه                              |
| ۱۹۹۹ | هرجا جز اینجا                      |
| ۱۹۹۹ | اسلیپی هالو                        |
| ۲۰۰۰ | مدرک زندگی                         |
| ۲۰۰۰ | هدیه                               |
| ۲۰۰۰ | مرد خانواده                        |
| ۲۰۰۱ | سیارهٔ میمون‌ها                      |
| ۲۰۰۲ | مرد عنکبوتی                        |
| ۲۰۰۲ | مردان سیاه‌پوش ۲                    |
| ۲۰۰۲ | اژدهای سرخ                         |
| ۲۰۰۲ | شیکاگو                             |
| ۲۰۰۳ | هالک                               |
| ۲۰۰۳ | ماهی بزرگ                          |
| ۲۰۰۴ | مرد عنکبوتی ۲                      |
| ۲۰۰۵ | چارلی و کارخانهٔ شکلات‌سازی          |
| ۲۰۰۵ | عروس مرده                          |
| ۲۰۰۶ | دریای عمیق                         |
| ۲۰۰۶ | ناکو لیبر                          |
| ۲۰۰۶ | تار شارلوت                         |
| ۲۰۰۷ | ملاقات با رابینسون‌ها               |
| ۲۰۰۷ | پادشاهی                            |
| ۲۰۰۸ | فرایند عملیات استاندارد            |
| ۲۰۰۸ | تحت تعقیب                          |
| ۲۰۰۸ | پسر جهنمی ۲: ارتش طلایی            |
| ۲۰۰۸ | میلک                               |
| ۲۰۰۹ | بدنام                              |
| ۲۰۰۹ | نابودگر: رهایی                     |
| ۲۰۰۹ | ۹                                  |
| ۲۰۰۹ | گرفتن ووداستاک                     |
| ۲۰۱۰ | مرد گرگ‌نما                         |
| ۲۰۱۰ | آلیس در سرزمین عجایب               |
| ۲۰۱۰ | سه روز آینده                       |
| ۲۰۱۱ | بی‌قرار                             |
| ۲۰۱۱ | فولاد اصل                          |
| ۲۰۱۲ | سایه‌های سیاه                       |
| ۲۰۱۲ | مردان سیاه‌پوش ۳                    |
| ۲۰۱۲ | فرنکن‌وینی                          |
| ۲۰۱۲ | دفترچهٔ امیدبخش                     |
| ۲۰۱۲ | هیچکاک                             |
| ۲۰۱۲ | سرزمین موعود                       |
| ۲۰۱۳ | اُز بزرگ و قدرتمند                  |
| ۲۰۱۳ | حماسه                              |
| ۲۰۱۴ | عمیق                               |